# کری (فیلم ۲۰۱۳)
کری (انگلیسی: Carrie) فیلمی در ژانر ترسناک به کارگردانی کیمبرلی پرس است که در سال ۲۰۱۳ منتشر شد. از بازیگران آن می‌توان به کلویی مورتز، جولیان مور، جودی گریر، گابریلا وایلد و پورتیا دوبلدی اشاره کرد. این فیلم سومین اقتباس سینمایی از رمانی به همین نام نوشتهٔ استیون کینگ است.

## خلاصه داستان
کری دختر نوجوانی‌ست که علی‌رغم میل مادرش که فردی به شدت مذهبی است، او قصد دارد به جشن رقصی که تامی راس ترتیب داده برود. اما رفتن او به این مجلس و دوری از مادرش، باعث میشود تا وی به توانایی حرکت اجسام به وسیله ذهنش پی ببرد…